# 米津田賢
米津 田賢（よねきつ ただかた/たかた/みちかた）は、江戸時代前期から中期にかけての旗本寄合・茶人。

## 略歴
正保3年（1646年）、米津田盛の次男として誕生した。
貞享元年（1684年）、兄・政武より、父の遺領のうち3000石を分封され旗本となる。享保14年（1729年）、死去。
茶人であり、細川忠興（三斎）に師事した一尾伊織の門人の一人。門弟に安藤信友がいる。

## 系譜
- 父：米津田盛（1616年 - 1684年）
- 母：不詳
- 室：永井尚春娘
  - 三男：内藤清行（1689年 - 1713年） - 内藤清枚の養子
- 生母不明の子女
  - 男子：米津田岡
  - 男子：米津田和